# Montarnaud
Montarnaud é uma comuna francesa na região administrativa de Occitânia, no departamento de Hérault. Estende-se por uma área de 27,53 km². Em 2010 a comuna tinha 3 950 habitantes (densidade: 143,5 hab./km²).